# Eusebio Tejera
Eusebio Ramón Tejera (6. januar 1922 – 9. november 2002) var en uruguayansk fodboldspiller, der med Uruguays landshold vandt guld ved VM i 1950 i Brasilien. Han spillede i alt 31 landskampe. Han deltog også ved VM i 1954 i Schweiz.
Pérez spillede på klubplan for Nacional i hjemlandet, hvor han var med til at vinde tre uruguayanske mesterskaber.